# Prionus mexicanus
Prionus mexicanus är en skalbaggsart som beskrevs av Bates 1884. Prionus mexicanus ingår i släktet Prionus och familjen långhorningar. Inga underarter finns listade i Catalogue of Life.